# Історія євреїв в Україні

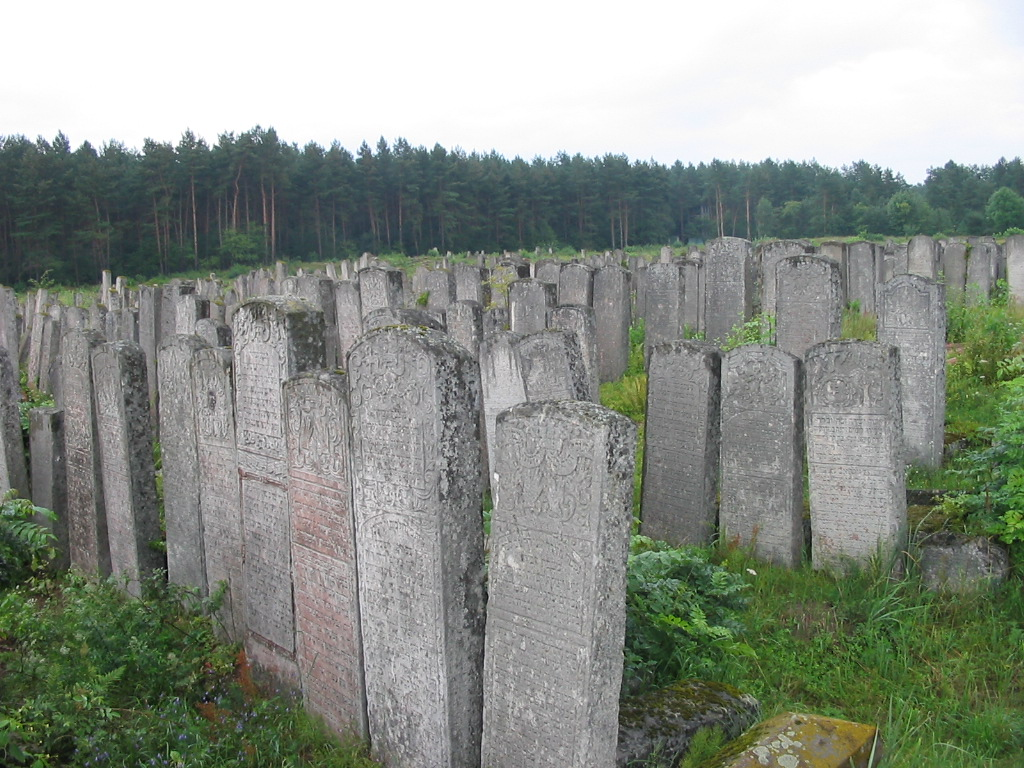
Нове єврейське кладовище в м. Броди, Львівської області — одне з найбільших в Україні, нараховує бл. 20 000 поховань

Історія євреїв в Україні — Євреї мешкали на теренах етнічної України протягом двох тисячоліть і мали глибоко розвинені громади та релігійне життя.

## Стародавня доба
Євреї вперше з'явилися в межах території сучасної України в добу до існування християнства через міграцію гелленізованих малоазійських та боспорських євреїв (після них лишилися археологам з 2-го ст. н. е. єврейські написи). Вперше вони прибули на східне узбережжя Чорного моря та у Крим; відомі з IV-го сторіччя до н. е. в Криму і серед грецьких колоній на північно-східному узбережжі Чорного моря. На півострові збереглося тридцять надгробків, поставлених єрусалимським священикам з 6-го до 555 р. н. е. В Керчі також знайдено два некрополі. На пам'ятниках зображені менори, написи: грецькою та івритом.

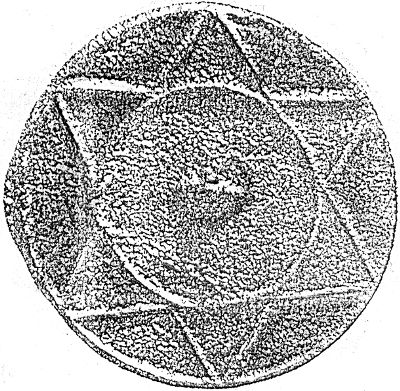
Символ юдаїзму на металевому диску IX століття з р. Дону, Ермітаж

Звідти вони мігрували вздовж долин трьох головних річок Волги, Дону та Дніпра, де вони мали активні економічні і дипломатичні відносини з Візантією, Персією, і Хозарським каганатом. За свідченнями стародавніх письменників, окрім звичайної торгівлі та лихварства досить поширеним заняттям євреїв того часу була і работоргівля. Арабський автор Ібн Гордадбег, який писав у середині IX ст., оповідав про єврейських купців, які розмовляли багатьма мовами, зокрема арабською, грецькою, франкською, та мандрували від землі Франків до Китаю через Близький Схід або землю слов'ян та Хазарію. Вони везли з Магрибу парчу, хутра, зброю та рабів (слуг (хадам), дівчат-невільниць та хлопчиків-слуг (гілман)) в Індію й Китай.
Хозарський каганат, складався переважно з тюркських племен. Починаючи з кінця VIII сторіччя головами хозарів (Каганами) та найвищою знаттю були особи тюркського походження, що перейшли в юдаїзм, або їхні нащадки. Євреї мігрували до Хазарії у VIII—X ст. з Візантії, Кавказу, Багдадського халіфату, франкських та іспанських земель. Частина євреїв на території України тих часів розмовляла слов'янською мовою кнааніт, але також серед них зустрічалися тюркські імена.

## Середньовіччя

### Доба Русі України

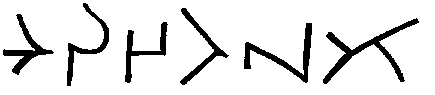
Рунічні написи в листі юдейської громади Києва, X століття

Внаслідок завоювання Каганату в 964 р. київським князем Святославом Ігоровичем, євреї звідти розселилися в Києві, Криму (караїми), та на Кавказі.
Найперше писемне згадування міста Києва зустрічається у єврейському рекомендаційному листі на івриті складеному хазарсько-юдейською громадою Києва.
Впродовж XI-го та XII-го сторіч євреї з Хазарії продовжували мігрувати на північ. Деякі з них також оселилися в Україні. Один з київських кварталів мав назву «Козари» (за Похилевичем, Поділ, за Максимовичем, місцевість, де річка Почайна впадала в Дніпро), інший — «Жидове» (північний захід від Софійського собору). «Жидівські ворота» пізніше перейменували на «Львівські», оскільки через них пролягав шлях до міста Львів. Євреї, що тікали від хрестових походів, прибували до України також, і перші європейські євреї почали прибувати з Німеччини, ймовірно в XI-м сторіччі. Про присутність значної спільноти хазарських юдеїв у Києві також свідчить Київський лист, що датується IX—X сторіччям.
Київські князі Ізяслав Мстиславич та Святополк Ізяславич, Галицько-Волинський князь Данило Романович, та Волинський князь Володимир Василькович ставилися досить прихильно до своїх єврейських підданих і використовували їх для справ в торгівлі і фінансуванні. Євреї часто призначалися на адміністративні та фінансові посади Проте, як і в інших частинах Європи, це доброзичливе ставлення не тривало довго. Оскільки євреї займалися лихварством, визискуванням та перебирали до рук грошові промисли у місцевих, то під час Київського повстання в 1113 р. район «Жидове» був пограбований, у 1124 році його було знищено вогнем. Татіщев повідомлював., що під час правління Володимира Мономаха євреїв було вигнано з Києва зовсім, однак ця інформація не підтверджується паперами (історичними документами).
Наступний занепад загального життя в епоху монгольського завоювання Криму і Київської Русі зовсім не торкнувся становища євреїв. Встановлення єдиного державного порядку (єдине мито, податки, пошта) на всій території монгольської держави — від столиці Пекіну на Далекому Сході і до західних кордонів в Східній Європі давало широкі можливості для різноманітної комерції. Матвій Шестопал зазначав, що поряд з лихварством та торгівлею євреї з'явилися одразу ж в ролі збирачів данини для монгольських ханів з місцевого населення і це принесло багатьом єврейським громадам процвітання аж до часу Литовсько-татарської війни 1396–1399 рр.

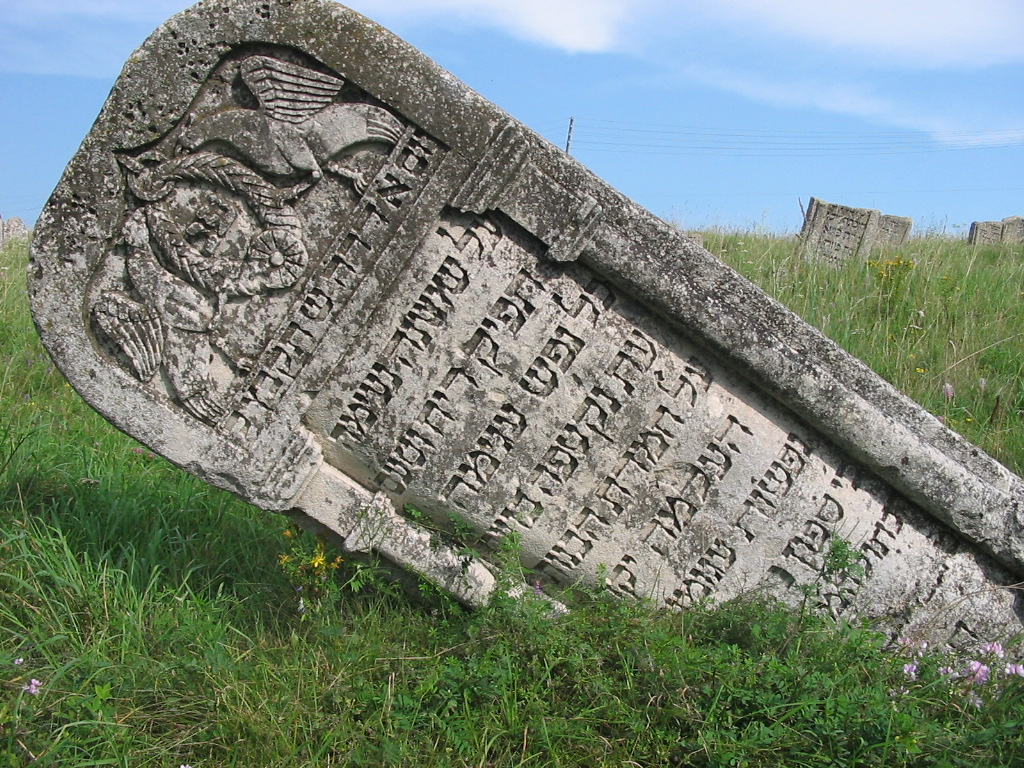
Єврейська надгробна плита з написом на івриті, єврейське кладовище в м. Бережани

## Нові часи
В XIII—XV ст. відбувся розквіт боротьби за чистоту віри й сповідань, виконавчим органом котрої стала Інквізиція. Це призвело до вигнання юдеїв з держав і міст західної та центральної Європи та спричинило їх міграцію на схід, до Австрії, Угорщини, Богемії, Польщі і Османської імперії. Значною мірою, окрім відмінної релігії та сприймання євреїв як зрадників і вбивць Спасителя, середньовічний антисемітизм підкріплювався через канонічні християнські вчення, котрі забороняють давати гроші в борг під проценти, а юдеї займалися значною мірою саме лихварством.
Вже в 1500 році євреї, що жили на українських землях під польською адміністрацією, були в 23 містах і становили на той час третину всіх євреїв в Польському королівстві. Це онімечені ашкеназі. Вони зберегли народну віру, але не задержали мови й говорили швабським діалектом. Носили відмінний одяг і жили осторонь від місцевого населення, або в окремих районах міст, чи в маленьких, переважно єврейських, поселеннях (т. зв. штетлах, напр. див. Штетли Луцька). Ці єврейські громади були зазвичай бідніші, ніж попередні єврейські іммігранти до України. Через заборону володіння землю та деякі інші фахові обмеження, більшість євреїв працювали у галузі ремісництва та роздрібної торгівлі. Знаходячись під захистом польських монархів, які стримували ворожі настрої польської шляхти та міщанського населення, євреї були безпосередньо підпорядковані королеві, платили окремий податок, за який несли колективну відповідальність. У відповідь, королівські декрети (датовані ще 1264 роком) дозволили євреям влаштувати широке самоврядування. Протягом певного історичного часу перебування в Речі Посполитій євреї користувались широким власним общинним самоврядуванням — радою чотирьох земель (Ваад чотирьох земель).
В пізньому XV-му сторіччі євреї з Польщі та Німеччини почали прибувати на територію України під пануванням Великого князівства Литовського. Найпоширенішим ареал їхнього розташування був в Підляшші та в найбільших містах Волині. Звідти посунули в регіон Києва та Поділля. Київ став одним з найбільших осередків єврейської релігійної освіти. Цей період був також періодом страждання, як місцевого, так і єврейського населення через набіги кримських татар. У 1482 р. багато євреїв було захоплено татарами і продано в рабство до Криму.
Найбільша міграція євреїв до України відбулася наприкінці XVI-го сторіччя. Третя хвиля прийшла на територію України з півдня — через Османську імперію, Валахію та Кримське ханство. Етнографічно вони значно різнилися від ашкеназі. Деякі прибули з інших частин Польщі та ВКЛ, щоб поселитися в нещодавно освоєних регіонах; інші прибували навіть з Італії та Іспанії. У 1569 р. із створенням Польсько-литовської Держави і переходом України з литовського до польського панування, великі області України були відкриті для колонізації і сільськогосподарського підприємства. Між 1569 р. і 1648 р. кількість євреїв в Україні зросла від приблизно 4,000 до майже 51,325 душ розпорошених серед 115 міст і сел в Київському воєводстві, Подільському воєводстві, Волинському воєводстві, і Брацлавському воєводстві.
У «Трактаті про дві Сарматії» (1517 р.), складеному краківським каноніком Матвієм із Міхова, в главі про українські землі, зазначається, що юдаїзм був однією з важливих конфесій на Русі 14 — 16 століття. На відміну від західноєвропейських євреїв, що займалися лихварством, руські євреї були ремісниками, землеробами або великими купцями, що часто тримали у своїх руках громадські податки. Вони користувалися власним єврейським письмом та грамотою, займалися астрономією й медициною.

### Козацька доба

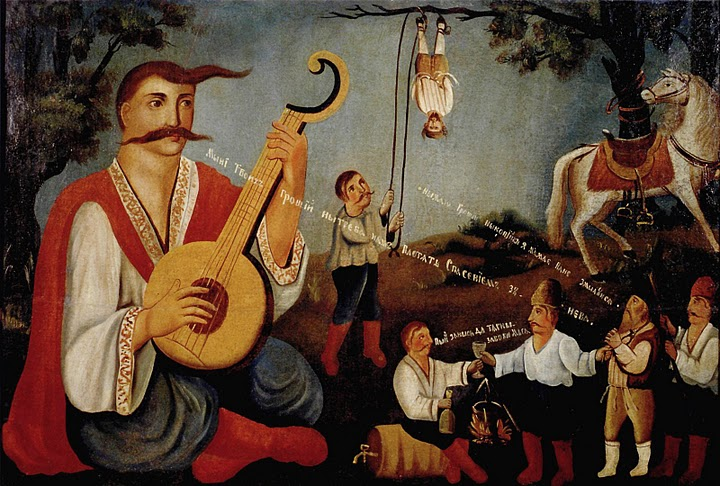
Козак Мамай на тлі гайдамаків, що страчують євреїв.

З часом євреї почали використовувати нові можливості в обранні професій і в економіці прикордонних територій України. Коли польські та литовські магнати накопичували все більше землі, євреї прибували служити їх посередниками, забезпечуючи послуги і порядок за відсутності володарів. Багато з них були орендарями великих маєтків, збиральниками податків, керівниками маєтків (з правом відправляти правосуддя, зокрема страчувати винних), діловими агентами, володарями шинків та готелів, маслоробень, млинів, лісопилок, і винокурень. У торгівлі, вони витісняли вірмен і місцевих українців. Зокрема монополізували шинкарство та виробництво горілчаних виробів:
|  | ...коли управління староствами потрапило до рук панських слуг, які почали прислухатися до жидів, а ті запропонували збирати великі прибутки з місць, де не було ніяких, офіруючи оренди, аби тільки пан видав заборону, щоб ніхто горілки не варив і не шинкував, а лиш вони самі. Що з великим гнітом для козаків діялося, особливо коли на жидівську вимогу підстарости посилали рубати котли й горілчані кварти, де такі знайдено |

Зокрема з цієї причини:
|  | ...ненавидів жидів простий народ, і скоро знялося повстання, він жидів також перебивав, як шляхту і недоляшків |

За версією дописувачів української енциклопедії місцеве населення розглядало євреїв як безпосередніх господарів селян, а в містах ще як і конкурентів православ'ю.

#### Хмельниччина
Становище населення значно погіршилося в XVII-му сторіччі. Обмеження прав і свобод, зневага, здирство та шахрайства з боку польських та єврейських визискувачів викликало незадоволення скрутними умовами життя в закріпаченого селянства та козаків і призвело до Визвольного повстання року під керівництвом Богдана Хмельницького. Польські землевласники, католики, і євреї були основними противниками. У багатьох містах, особливо на Поділлі, Волині і на Лівобережній Україні, єврейське населення значно зменшилося. Єврейський літописець — очевидець Натан Ганновер у праці «Глибокий мул» оцінював кількість загиблих у фантастичні понад 100 000. Однак, порівнюючи кількість єврейського населення в Україні в 1648 р. (51,325 осіб) це число, на думку істориків, значно перебільшене. Деякі євреї щоб уникнути переслідування, приймали християнство. Під час Хмельниччини в Україні вперше відбувся найбільший спалах антисемітизму, викликаний боротьбою пригнобленого народу з католиками, шаляхтою та євреями, які займали панівне становище в економіці Речі Посполитої. Багато євреїв під час Хмельниччини залишилося. деякі з них, навіть, записалися в козаки.
За умовами Зборівського договору року особам, що сповідували юдаїзм, заборонялося мешкати в козацькій Україні. Згодом положення про недопущення іновірців та чужинців до посад закріпив Ю. Хмельницький. Така ж умова згадується в першій козацькій конституції Пилипа Орлика. Та починаючи з правління Івана Мазепи, вихрести, як то Герцики та Марковичі, змогли долучитися до старшинської верстви Гетьманщини.

#### Уманська трагедія
Значних втрат зазнало юдейське населення під час повстання Коліївщини. Біля 2 тисяч поляків і євреїв загинуло час «уманської різанини». Загалом з 1765 до 1775 року через Коліївщину та епідемію чуми початку 1770-х років єврейське населення України зменшилося на 18 тисяч осіб.

### У складі російської Імперії

Старий єврейський цвинтар у Луганську

Після розподілу Польщі наприкінці XVIII-го сторіччя, присутність 900,000 євреїв на території Російської імперії змусила російський уряд змінити свою попередню політику щодо заборони євреям поселятися в самій Росії. В 1772 р. (і потім в 1791 р., 1804 р., 1835 р.) уряд встановив так звану Смугу осілості — територіальний регіон, за межами якого поселення євреїв було заборонене (оскільки російське «черта оседлости» не має адекватного перекладу українською, то в літературі можна зустріти також назви «межа осілості» або «риса осілості»). До того ж за деякими виключеннями заборонялось поселення у сільській місцевості. В Україні ця область включала майже всі колишні польські території Лівобережної Чернігівщини, Полтавщини, Новоросії, Київщини крім міста Києва, та в 1812 р. Бессарабії. «Смуга осілості» існувала аж до 1915 року і мала деякі особливі обмеження, які дозволяли окремим євреям жити за її межами.
За царювання царя Олександра І (1801–1825 рр.) становище євреїв спочатку покращилося, оскільки були послаблені обмеження на їх рух і щодо вступу в навчальні заклади. Економічно, євреї досягли розквіту в південній Україні, де вони грали головну роль в хлібній торгівлі. Вони також мали особливо сильну присутність в таких комерційних центрах як Одеса, Кременчук, та Бердичів. У 1817 р. наприклад, євреї володіли 30 % фабрик в тогочасній Україні.

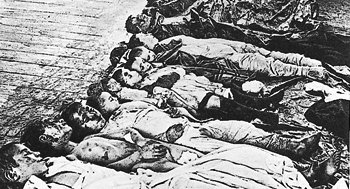
Жертви погрому в Катеринославі. 1905 р.

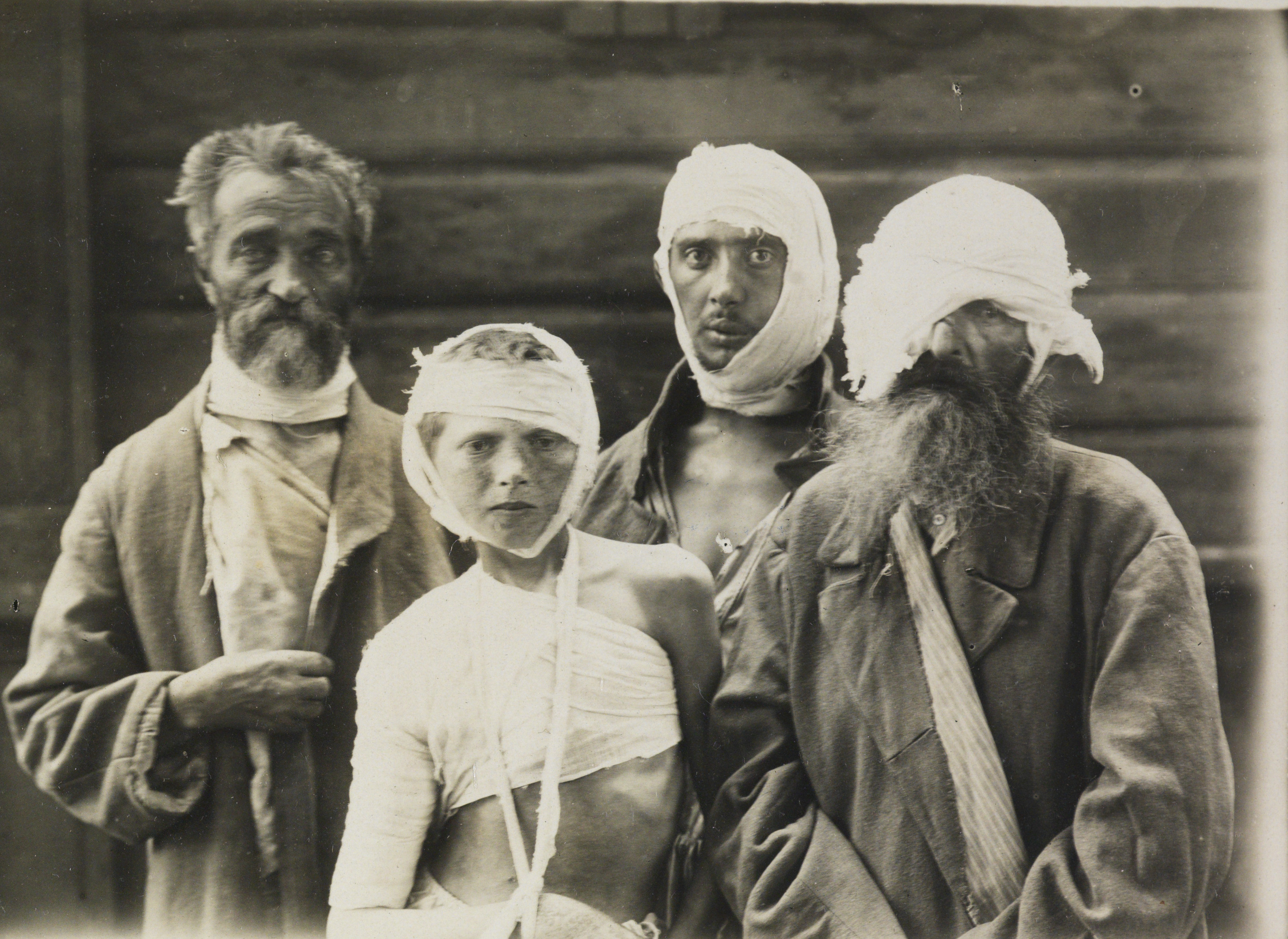
Жертви погрому в Ходорківі. 1919 р.

За царя Миколи І (1825–1855 рр.) переслідування євреїв владою значно зросло. Було прийнято 1,200 законів, які впливали на життя євреїв між 1649 р. та 1881 р.. Серед цих умов були: обов'язкова військова служба для євреїв (1827 р.), виселення з міст (Київ, Херсон, і Севастополь), заборона використання івриту і їдиш в суспільних місцях та подальші обмеження на подорож і місце поселення (1835 р.) і скасування кагалів у 1840 р..

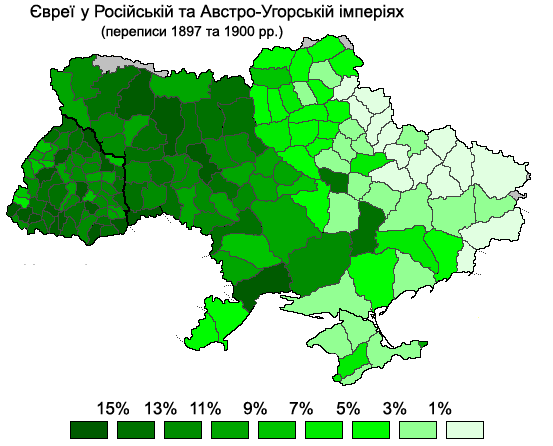
Частка євреїв у населенні, кін. ХІХ ст.

Короткий період лібералізму настав під час царювання Олександра II (1855–1881 рр.). В цей час було послаблено деякі обмеження деяким євреям, зокрема таким як, купцям першої гільдії (1859 р.), випускникам університетів (1861 р.), і різним категоріям ремісників і торговців (1865 р.) була надана свобода руху. Військова повинність євреїв була поставлена на такі самі умови, що і для інших громадян (1856 р.). В 1872 р. євреї активно зайнялися промисловістю в Україні: на їхню частку приходилося до 90 % всіх спиртних заводів і до 32 % в цукровій промисловості. Але з одеським погромом в 1871 р. темп реформ швидко уповільнився, а після вбивства царя були введені нові закони, які знову обмежували господарську діяльність євреїв.
Царювання Олександра III (1881–1896 рр.) та Миколи II (1896–1917 рр.), сповістило еру спонсорованих державою погромів (1881–1882 рр., 1903 р., 1905 р.), російська влада також розпочала вигнання євреїв з Києва (1886 р.) і Москви (1891 р.), і запровадила систему сегрегації єврейського населення в Смузі осілості, так звані «тимчасові правила» (1882). Широкого масштабу погроми набули в жовтні 1905 р., коли тільки в одному місяці було здійснено 690 погромів.

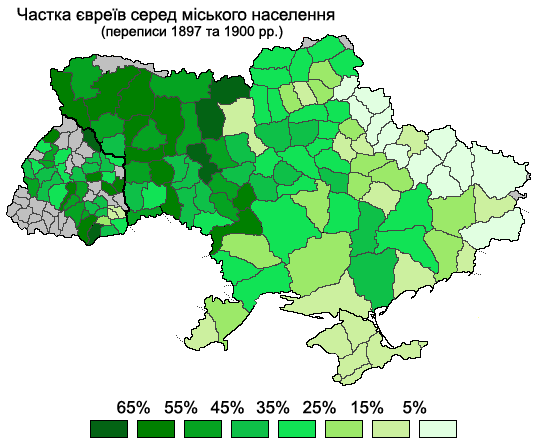
Частка євреїв у міському населенні, кін. ХІХ ст.

Повіти з найвищою чисельністю єврейськомовного населення у 1897 р.
| Повіт                     | Губернія   | Населення | Єврейськомовного населення | Частка |
| Одеський повіт            | Херсонська | 610 042   | 134 020                    | 22,0 % |
| Херсонський повіт         | Херсонська | 587 804   | 69 674                     | 11,9 % |
| Бердичівський повіт       | Київська   | 279 695   | 64 505                     | 23,1 % |
| Житомирський повіт        | Волинська  | 433 859   | 61 963                     | 14,3 % |
| Київський повіт           | Київська   | 541 483   | 59 869                     | 11,1 % |
| Єлисаветградський повіт   | Херсонська | 613 283   | 57 581                     | 9,4 %  |
| Новоград-Волинський повіт | Волинська  | 348 950   | 54 549                     | 15,6 % |
| Балтський повіт           | Подільська | 391 018   | 53 066                     | 13,6 % |
|                           |            |           |                            |        |

Повіти з найвищою часткою єврейськомовного населення у 1897 р.
| Повіт                     | Губернія     | Населення | Єврейськомовного населення | Частка |
| Бердичівський повіт       | Київська     | 279 695   | 64 505                     | 23,1 % |
| Одеський повіт            | Херсонська   | 610 042   | 134 020                    | 22,0 % |
| Рівненський повіт         | Волинська    | 273 001   | 43 554                     | 16,0 % |
| Хотинський повіт          | Бессарабська | 307 532   | 47 950                     | 15,6 % |
| Новоград-Волинський повіт | Волинська    | 348 950   | 54 549                     | 15,6 % |
| Липовецький повіт         | Подільська   | 211 825   | 31 748                     | 15,0 % |
|                           |              |           |                            |        |

Міста з найвищою чисельністю єврейськомовного населення у 1897 р.
| Місто        | Губернія         | Населення | Єврейськомовного населення | Частка |
| Одеса        | Херсонська       | 403 815   | 124 511                    | 30,8 % |
| Бердичів     | Волинська        | 53 351    | 41 125                     | 77,1 % |
| Катеринослав | Катеринославська | 112 839   | 39 979                     | 35,4 % |
| Житомир      | Волинська        | 65 895    | 30 572                     | 46,4 % |
| Київ         | Київська         | 247 723   | 29 937                     | 12,1 % |
| Кременчук    | Полтавська       | 63 007    | 29 577                     | 46,9 % |
| Єлисаветград | Херсонська       | 61 488    | 23 256                     | 37,8 % |

Міста з найвищою часткою єврейськомовного населення у 1897 р.
| Місто                | Губернія   | Населення | Єврейськомовного населення | Частка |
| Бердичів             | Київська   | 53 351    | 41 125                     | 77,1 % |
| Радомишль            | Київська   | 10 906    | 7 468                      | 68,5 % |
| Острог               | Волинська  | 14 749    | 9 185                      | 62,3 % |
| Луцьк                | Волинська  | 15 804    | 9 396                      | 59,5 % |
| Володимир-Волинський | Волинська  | 9 883     | 5 837                      | 59,1 % |
| Бар                  | Подільська | 9 982     | 5 764                      | 57,7 % |
| Умань                | Київська   | 31 016    | 17 709                     | 57,1 % |
| Летичів              | Подільська | 7 248     | 4 105                      | 56,6 % |
| Балта                | Подільська | 23 363    | 13 164                     | 56,3 % |
| Старокостянтинів     | Волинська  | 16 377    | 9 164                      | 56,0 % |
| Рівне                | Волинська  | 24 573    | 13 704                     | 55,8 % |
| Новоград-Волинський  | Волинська  | 16 904    | 9 363                      | 55,4 % |
|                      |            |           |                            |        |

### У складі Австрійської імперії
Наприкінці 18 ст. єврейська громада в Галичині зазнала сильного впливу ідей єврейської просвіти (Гаскали).
1848 року, під час революційної хвилі в Європі, у Лемберзі стався конфлікт у єврейській громаді, значна частина якої підтримала новопризначеного рабина Абрахама Кона, прихильника реформістських ідей. Ортодокси отруїли рабина.

## Новітні часи

### Перша світова
За часів правління австро-угорської монархії євреїв було прийнято вважати найлояльнішими підданими імператора Франца Йосифа I (Kaiser Franz Joseph I.), який їм гарантував забезпечення прав і недоторканності і відчував огиду до антисемітизму. Майже 350 000 єврейських солдатів служили в Першій світовій війні. Лінії фронту прокотилися по найбільшій області проживання євреїв в Галичині і спустошили її.

### Революційна доба

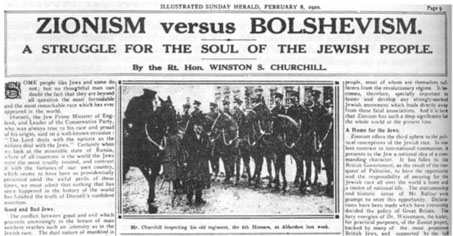
Стаття В. Черчилля в газеті.

Крах царизму в березні 1917 р. скоро приніс емансипацію євреїв в Російській Імперії. 20 березня 1917 р. Тимчасовий уряд Росії проголосив євреїв рівними з усіма громадянами, однак їм не було надано статусу національної меншини або автономію. Велика кількість євреїв активно брала участь у революційній діяльності і з приходом до влади більшовиків, також багато з них отримало керівні посади в новому більшовицькому уряді СРСР. Серед них один із найвідоміших вихідців з України — Лев Троцький (Лев Давидович Бронштейн), Каганович Лазар Мойсейович та інші. Разом з іншими більшовиками деякі євреї також брали участь у Червоному терорі проти мирного населення. В свій час відомий державний діяч Великої Британії Вінстон Черчилль в своїй статті „Сіонізм проти Більшовизму“ від 8 лютого 1920 р. охарактеризував участь євреїв в більшовицькому терорі наступним чином:
За виключенням Леніна, більшість керівних фігур більшовиків — це євреї. Окрім того, головне натхнення і основна рушійна сила надходить від лідерів єврейської національності. Тому росіянина Чечерина затьмив його номінальний підлеглий Литвінов, а вплив таких росіян як Бухарина або Луначарського не можна порівняти з владою Троцького, або диктатора Червоної Цитаделі (Петрограда) — Зінов'єва, або Карасіна — всі з них євреї. Переважання євреїв в Радянських установах — ще більш приголомшуюче. І одну з головних, якщо не основну роль в системі тероризму, запровадженого Надзвичайними Комісіями у Боротьбі з Контрреволюцією, відіграють євреї, і в деяких випадках навіть єврейки.
Попри це, переважна більшість євреїв України трималися осторонь революційних подій і навіть дуже часто потерпали через асоціації з євреями більшовицького уряду та їхнім терором, особливо за релігійну діяльність при офіційному атеїзмові СРСР, були і репресовані євреї в СРСР (напр. Дорфман Міхаель (рабин) та ін.).

### Період незалежності 1918—1919рр

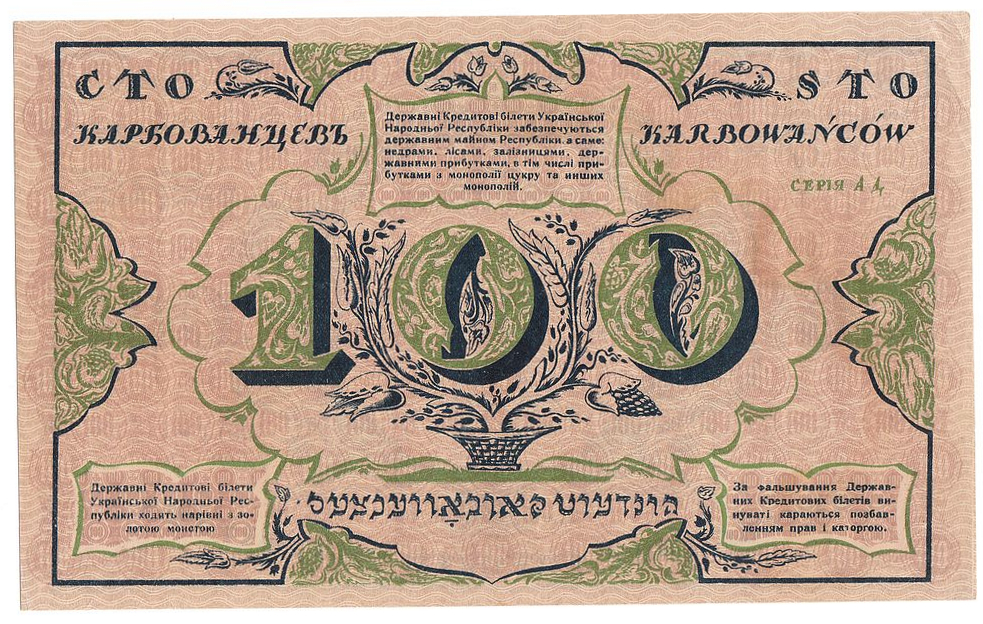
Сто карбованців УНР 1917 р. з написом українською, польською та мовою їдиш

Проголошена в березні 1917 р. Центральна Рада вирішила в кінці липня запросити різні національності України: росіян, поляків та євреїв до участі в уряді (навіть на грошах писали чотирма мовами з єврейською мовою включно). В результаті, 50 євреїв, від всіх головних партій, приєдналося до Центральної Ради і ще п'ять приєдналося до Малої Ради. Єврейські партії були також представлені в Генеральному секретаріаті Центральної Ради (пізніше Національній Раді Міністрів Української Народної Республіки). Моїсей Рафес — член партії Бунд, посів посаду міністра фінансів. В секретаріаті національностей, були встановлені відділи для кожної національності і Моше Зільберфарб з Об'єднаної Партії Єврейських Соціалістів — Працівників, був призначений заступником секретаря та відповідальним за єврейські справи. Пізніше з проголошенням Української Народної Республіки 20 листопада, 1917 р. він став генеральним секретарем відділу єврейських справ, з міністерським портфелем, а далі після проголошення незалежності 25 січня 1918 р. — Міністром Єврейських Справ.
10 жовтня 1917 була сформована консультативна рада, що представляла головні єврейські партії, і Тимчасова Національна Рада Євреїв України зібралася в листопаді 1918 р. Їдиш був однією з мов Центральної Ради на її офіційній валюті і в оголошеннях; закон про автономію надавав неукраїнським національностям право самостійно управляти своїм національним життям. Проте, з приходом до влади гетьмана Павла Скоропадського цей закон був анульований (9 липня 1918 р.) і Міністерство жидівських справ скасовано.
За часів Директорії Української Народної Республіки це міністерство було відновлене (очолюване спочатку Абрамом Ревутським), і закон про автономію був повторно введений в дію. Від квітня 1919 р. міністром жидівських справ став Пінкас Красний. Інші євреї, які займали видатні місця в урядах Центральної Ради або Директорії були: Соломон Ґольдельман — заступник міністра торгівлі і промисловості і робочої сили, Арнольд Марґолін — член Української Партії Федералістів Соціалістів; він був заступником міністра закордонних справ і дипломатичним представником в Лондоні і в Парижі. Декілька видатних сіоністів також підтримувало Українську автономію, зокрема Володимир Жаботинський, Данило Пасманик, і Йосип Шехтман.
Масштаб погромів протягом боротьби за незалежність (1917–1920 рр.) в Україні виявився руйнівним для єврейського населення. Біла армія Антона Денікіна, селянські групи, одинокі отамани, і деякі загони армії Української Народної Республіки, сприймаючи євреїв як про-більшовицький елемент, брали участь в цих звірствах разом Червоною Армією і з деякими загонами лідера українських анархістів Нестором Махном, хоча значна кількість євреїв служила у війську та штабі Нестор Махно. Антисемітизм в Україні в 1917–1920 роках був викликаний помітною участю євреїв в російському більшовицкому русі та деякою підтримкою місцевими євреями російських більшовиків.
Уряд і вище командування армії Української Народної Республіки вели боротьбу з підбурювачами погромів. Були запроваджені військові трибунали і деякі з погромників були страчені. Уряд також допомагав вцілілим від погромів, виплачував грошові компенсації та взаємодіяв як з єврейською громадою, так і з іноземними представниками в розслідуванні погромів.
З свого боку євреї переважно байдуже, чи й вороже ставились до українського уряду. Зокрема показовим є епізод при створенні українських збройних частин, з вояків РІА виміняних на полонених австрійців, в Фрайштадському таборі :
|  | «Коли почалося формування військової частини в таборі, полонені жиди, організовані в Жидівський гурток, члени якого перебували серед українського населення табору, користувалися всіма правами і привілеями національної меншини, несподівано заявили, що тримаються поки що нейтрально супроти військової формації. Мало того. Жидівська організація оголосила, що хто з жидів зголоситься до української військової формації, того вона виключить із членів своєї організації. Ця «нейтральність» у декого з жидів проявлялась у ворожій, антиукраїнській агітації в таборі. Коли ж дійшла справа до формування списку першого транспорту, що мав вирушати на Україну, жиди перші кинулися вписуватись до транспорту, бо вони, мовляв, також громадяни УНР... Однак Бойова Управа стала на тому, що жиди першим транспортом їхати не мусять доки не зорієнтувались - куди та для чого вони їдуть». |

Під часи Визвольних змагань, галицькі євреї також брали активну участь в УГА, був створений Жидівський Курінь — самостійний оперативний військовий підрозділ 1-го корпусу Української Галицької Армії. Сформований у червні 1919 р. під час Чортківської офензиви з єврейської міліції Тернополя. Командир — поручник Соломон Ляйнберг. 16 червня стрільці УГА відбили Тернопіль у поляків, і за уповноваженням виконавчого комітету євреїв Тернополя — „Жидівської національної ради“, Ляйнберг звернувся до полковника Микитки з пропозицією вступити разом із кількома сотнями євреїв у курінь в УГА.
Серед командирів сотень і чот були також старшини-українці.
У військових списках з'єднання називалося „Жидівський пробойовий (ударний) курінь“, офіційна назва була — „Пробойовий курінь І Корпусу Галицької Армії“. Налічував в своїх лавах до 1200 вояків.

### Радянська Україна

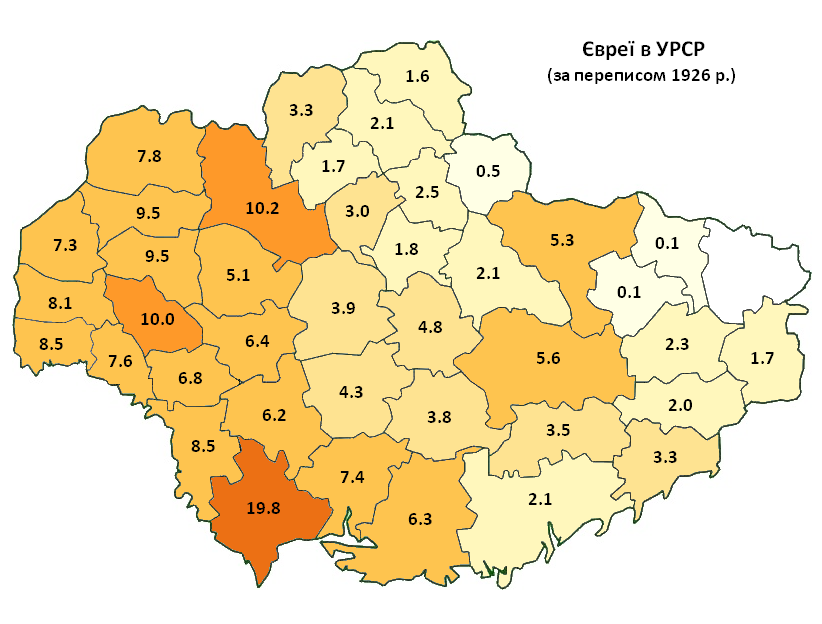
Розселення євреїв в УРСР за переписом 1926 р.

Консолідація більшовицької влади принесла єврейським громадам нові проблеми і нові можливості. Гласні та негласні обмеження щодо участі євреїв в уряді було скасовано, особливо для тих, хто вибрав шлях асиміляції. Спеціальні єврейські секції (так звані „євсекції“) були сформовані всередині Компартії, щоб полегшити участь євреїв, і саме „євсекції“ найнастійніше нападали на єврейські сіоністські та інші партії. Окремі євреї скористалися державною системою і багато з них стали частиною тої системи, особливо в освіті, економіці, в середніх лавах партійної адміністрації і уряду.
Хоча тільки пів відсотка від загальної кількості єврейського населення приєдналося до партії більшовиків, вони склали великий відсоток всіх більшовиків в Україні, в 1922 р. приблизно 13.6 % в Компартії (Більшовиків) України. 15.5 % делегатів на Українському Конгресі Рад в 1921 р. і 1922 р. було єврейського походження.
Після жовтневого перевороту 1917 р. у зв'язку з ліквідацією „смуги осілості“ більшість євреїв переселилася на лівобережжя та у найбільші міста України і Росії. За даними перепису 1926 р., у містах України проживало вже 60 % від усіх євреїв України, тоді як у 1897 лише 40 %. Євреї становили більшість населення у таких містах, як Житомир, Вінниця, Умань, Проскурів, Новоград-Волинський, Коростень, Овруч, Бердичів. На західноукраїнських землях згідно з польським переписом 1921 року більшість євреїв проживало у таких містах, як Бучач, Чортків, Заліщики, Ковель, Дрогобич, Луцьк, Рівне, Станіслав, Тернопіль.
Внаслідок міграційних процесів та громадянської війни чисельність євреїв в Україні зменшилася за 1897—1926 рр. з 1 644,5 тис. до 1 565,5 тис. чоловік, у той час як у цілому в СРСР зросла з 2 430,4 тис. до 2 597,4 тис.чоловік. Крім того, поряд із створенням у 1928 році Єврейської автономної області, куди виїхала певна кількість українських євреїв, у 1924—1930 роках за допомогою ОЗЕТ в Україні було засновано 162 єврейських землеробських поселення, з яких утворили 5 єврейських національних районів:
- Калініндорф на Херсонщині (40 селищ);
- Новий Златопіль у Запорізькій окрузі (45 селищ);
- Сталіндорф на Криворіжжі (11 селищ);
- Фрейдорф і Ларіндорф у Криму (40 селищ).

До нашого часу, крім деяких кримських, єврейські сільські поселення не збереглися.
Наприкінці 1920-х рр. загальна чисельність євреїв у сучасних межах України становила близько 2.5 млн чоловік. За даними перепису 1939 року чисельність євреїв в УРСР становила 1532776 осіб. У наступні роки чисельність єврейського населення значно зменшилась внаслідок міграційних та етнічних процесів і передусім їх масового винищення в роки другої світової війни.

### Голодомор 1932—1933рр.
Керівництво НКВС УСРР в 1930-ті роки на 67 % складалося з осіб єврейського походження. Одним з провідних радянських функціонерів єврейського походження того часу був Лазар Каганович. Каганович був Першим Секретарем Компартії України в 1925–1926 рр. і одним з найближчих прибічників Йосифа Сталіна. Він також беззастережно підтримував ідею Сталіна про суцільну колективізацію, наполегливо добивався її реалізації шляхом застосування репресивних заходів щодо селянства, в першу чергу українського. 6 липня 1932 р. на конференції КП(б)У разом з Молотовим звинуватив керівників КП(б)У у провалі колективізації і виступив проти пропозиції українських комуністів зменшити норми хлібозаготівель в Україні, значно завищені плани яких стали однією з головних причин Голодомору 1932–1933 р. Деякі історики, зокрема автор ґрунтовного дослідження Голодомору і сталінських репресій Роберт Конквест стверджує, що Лазар Каганович несе персональну відповідальність за геноцид українського народу під час голоду 1932–1933 років.. Своїми діями зазначені євреї зробили значний внесок у злочинну політику більшовиків і в подальшому гітлерівська пропаганда в окупованій Україні неодноразово і з певним успіхом використовувала образ єврея-енкаведиста для ототожнення євреїв з сталінськими злочинами, а також для узаконення єврейських репресій в очах українського населення.
Ізраїль сьогодні (з політичних та інших причин) не визнає Голодомор геноцидом українського народу.

### Друга світова війна
Німецька окупація України під час Другої світової війни була трагедією для українських євреїв. В межах Радянського Союзу 2,5 з 4,8 мільйонів євреїв були знищені. Вбивства почалися восени 1941 року, спочатку в центральній Україні, а потім і в Західній Україні. У Києві 35000 євреїв було вбито в Бабиному Яру. Масове вбивство євреїв здійснювалося всюди в Україні в 1942–1944 роках. На території Української РСР було знищено майже чверть від усіх загиблих євреїв Європи (близько 1.4 млн. Близько 4000 євреїв брали участь у партизанському спротиві на території України.
За винятком окремих злочинців і тих, хто співпрацював з німцями, українське населення не брало широкої участі у цих вбивствах. Переважна більшість українців боролася з німецькими окупантами у лавах Червоної Армії, у партизанських загонах і у загонах УПА. Незважаючи на покарання смертю за допомогу євреям, багато українців, зокрема митрополит Андрій Шептицький та родина головнокомандувача УПА Романа Шухевича, намагалися сховати євреїв. Єврейська організація „Яд Вашем“ визнала 1755 українців праведниками народів світу. Під час свого візиту до України Папа Римський Іван Павло ІІ відмітив особливу роль греко-католицького священика Омеляна Ковча у порятунку мирних людей у 1942 році і його жертви власним життям заради спасіння євреїв.

## Сучасна Україна
На сьогоднішній день головний Раббин міста Києва це Раббин Маркович Йонатан Бін'ямін
За даними перепису 2001 р., на території України мешкало 103 591 євреїв, зокрема у містах 102 085 (98,5 %), у селах 1506 (1,5 %). Найбільша кількість єврейського населення припадала на Київ (17 962 осіб), а також Дніпропетровську (13 799), Одеську (13 386) та Харківську (11 576) області, найменша — на Тернопільську (167), Волинську (213) та Івано-Франківську (361) області.
| Рік     | Чисельність | Частка,% |
| ------- | ----------- | -------- |
| 1760-ті | 250 000     | 2,6 %    |
| 1815    | 617 000     | 5,4 %    |
| 1850    | 950 000     | 6,3 %    |
| 1897    | 2 700 000   | 9,4 %    |
| 1917    | 2 900 000   | 8,1 %    |
| 1926    | 3 000 000   | 7,7 %    |
| 1939    | 2 800 000   | 6,7 %    |
| 1959    | 840 311     | 2,0 %    |
| 1970    | 776 073     | 1,7 %    |
| 1979    | 632 877     | 1,3 %    |
| 1989    | 486 326     | 1,0 %    |
| 2001    | 103 878     | 0,2 %    |

Динаміка чисельності євреїв України у повоєнні часи за регіонами:
| область                   | 1959    | 1970    | 1979    | 1989    | 2001    |
| ------------------------- | ------- | ------- | ------- | ------- | ------- |
| м. Київ                   | 153 466 | 152 000 | 132 200 | 100 646 | 17 995  |
| Дніпропетровська область  | 73 256  | 69 300  | 60 970  | 50 122  | 13 818  |
| Одеська область           | 121 377 | 117 200 | 92 183  | 69 133  | 13 410  |
| Харківська область        | 83 192  | 76 500  | 64 092  | 48 946  | 11 576  |
| Донецька область          | 42 501  | 40 000  | 35 533  | 28 172  | 8 873   |
| Крим (з Севастополем)     | 26 374  | 25 600  | 22 597  | 17 751  | 5 536   |
| Запорізька область        | 20 811  | 20 200  | 17 708  | 14 365  | 4 381   |
| Миколаївська область      | 20 277  | 18 000  | 15 262  | 11 910  | 3 264   |
| Вінницька область         | 50 157  | 42 300  | 33 929  | 26 200  | 3 071   |
| Житомирська область       | 42 048  | 35 700  | 28 973  | 21 761  | 2 672   |
| Луганська область         | 13 939  | 12 500  | 10 600  | 8 239   | 2 672   |
| Львівська область         | 30 030  | 27 700  | 20 000  | 14 252  | 2 224   |
| Полтавська область        | 12 287  | 10 800  | 9 000   | 6 668   | 1 843   |
| Херсонська область        | 10 437  | 10 100  | 9 000   | 7 370   | 1 738   |
| Чернігівська область      | 12 562  | 10 300  | 8 400   | 6 215   | 1 532   |
| Черкаська область         | 13 110  | 10 600  | 6 700   | 6 506   | 1 484   |
| Хмельницька область       | 19 050  | 16 100  | 13 200  | 10 323  | 1 450   |
| Чернівецька область       | 42 140  | 37 500  | 22 300  | 16 469  | 1 443   |
| Київська область          | 14 783  | 12 300  | 9 600   | 7 001   | 1 296   |
| Кіровоградська область    | 9 505   | 7 700   | 6 000   | 4 557   | 1 066   |
| Сумська область           | 6 259   | 4 700   | 3 500   | 2 351   | 770     |
| Закарпатська область      | 12 169  | 10 900  | 3 900   | 2 643   | 566     |
| Рівненська область        | 2 600   | 2 500   | 2 000   | 1 597   | 455     |
| Івано-Франківська область | 3 900   | 3 600   | 2 600   | 1 998   | 362     |
| Волинська область         | 1 500   | 1 500   | 1 000   | 740     | 213     |
| Тернопільська область     | 1 600   | 1 500   | 1 000   | 693     | 168     |
| Україна                   | 840 311 | 777 100 | 634 154 | 486 326 | 103 591 |

|                       | 1845 - 1855 | 1855 - 1865 | 1865 - 1875 | 1875 - 1885 | 1885 - 1895 | 1897 / 1900 | 1910 / 1913 | 1920 / 1923 | 1926 / 1930 | 1939  | 1959   | 1970   | 1979   | 1989  | 2001  |
| Рівне                 |             |             |             |             |             | 56 %        |             |             |             |       | 2,3 %  | 1,5 %  | 0,9 %  | 0,5 % | 0,1 % |
| Луцьк                 | 60 %        |             |             |             |             | 60 %        |             |             | 49 %        | 46 %  | 1,4 %  | 0,9 %  | 0,5 %  | 0,2 % | 0,0 % |
| Чернівці              |             | 22 %        | 28 %        | 33 %        | 32 %        | 33 %        | 33 %        |             | 41 %        |       | 25,7 % | 18,5 % | 9,5 %  | 6,1 % | 1,2 % |
| Львів                 |             |             | 32 %        |             |             | 27 %        | 28 %        | 35 %        | 32 %        | 33 %  | 6,3 %  | 4,4 %  | 2,7 %  | 1,6 % | 0,3 % |
| Івано-Франківськ      |             |             | 55 %        | 54 %        |             | 51 %        | 51 %        | 39 %        |             | 41 %  | 3,2 %  | 2,1 %  | 1,0 %  | 0,7 % | 0,1 % |
| Ужгород               |             |             |             |             |             |             |             | 31 %        | 30 %        | 32 %  | 3,9 %  | 3,1 %  | 1,7 %  | 0,8 % | 0,2 % |
| Тернопіль             |             |             | 52 %        |             |             | 44 %        |             |             |             |       | 1,6 %  | 1,1 %  | 0,6 %  | 0,3 % | 0,1 % |
| Хмельницький          |             |             |             |             | 60 %        | 50 %        |             |             | 42 %        | 39 %  | 10,4 % | 5,6 %  | 3,4 %  | 2,3 % | 0,3 % |
| Кам'янець-Подільський |             |             |             |             | 38 %        | 45 %        | 47 %        |             | 29 %        |       | 6,5 %  | 3,2 %  | 2,1 %  | 1,5 % | 0,2 % |
| Бердичів              |             | 92 %        | 80 %        |             |             | 77 %        |             | 65 %        | 56 %        | 38 %  | 11,8 % | 8,0 %  | 5,8 %  | 3,9 % | 0,4 % |
| Житомир               |             |             |             |             |             | 46 %        |             | 45 %        | 39 %        | 31 %  | 13,9 % | 8,9 %  | 5,2 %  | 3,7 % | 0,6 % |
| Полтава               |             |             |             |             |             | 20 %        |             |             | 20 %        | 10 %  | 3,3 %  | 1,9 %  | 1,3 %  |       |       |
| Кременчук             | 25 %        |             |             |             |             | 47 %        |             |             | 49 %        | 22 %  | 6,4 %  | 3,5 %  | 2,2 %  |       |       |
| Черкаси               |             |             |             |             |             | 37 %        |             |             |             | 15 %  | 5,6 %  | 2,9 %  | 1,9 %  | 1,2 % |       |
| Вінниця               |             |             |             |             |             | 38 %        |             | 44 %        | 38 %        | 36 %  | 13,1 % | 8,1 %  | 5,6 %  | 4,1 % | 0,5 % |
| Кропивницький         |             |             |             |             |             | 38 %        |             |             | 28 %        | 15 %  | 4,5 %  | 2,8 %  | 1,9 %  |       |       |
| Київ                  |             | 3 %         |             |             |             | 12 %        | 13 %        | 31 %        | 28 %        | 27 %  | 13,9 % | 9,3 %  | 6,2 %  | 3,9 % | 0,7 % |
| Чернігів              |             |             |             |             |             | 32 %        |             |             | 30 %        | 7,4 % | 4,1 %  | 2,4 %  | 1,9 %  | 1,0 % |       |
| Умань                 |             |             |             |             |             | 57 %        | 56 %        |             | 50 %        | 30 %  | 5,4 %  | 3,2 %  | 2,3 %  |       |       |
| Могилів-Подільський   |             |             |             |             |             | 55 %        |             |             | 42 %        | 40 %  | 21,2 % | 16,9 % | 12,5 % | 9,4 % | 1,1 % |
| Одеса                 | 21 %        |             |             |             |             | 31 %        |             | 41 %        | 37 %        | 30 %  | 16,3 % | 12,1 % | 8,2 %  | 5,8 % | 1,2 % |
| Харків                |             | 0,4 %       | 2 %         | 5 %         |             | 6 %         |             | 21 %        | 20 %        | 16 %  | 8,7 %  | 6,1 %  | 4,4 %  | 3,0 % |       |
| Дніпро                |             | 16 %        |             |             |             | 36 %        |             | 40 %        | 27 %        | 17 %  | 8,1 %  | 5,9 %  | 4,3 %  | 3,2 % | 1,0 % |
| Херсон                | 12 %        |             |             |             |             | 29 %        |             |             | 25 %        | 17 %  | 5,4 %  | 3,3 %  | 2,5 %  |       |       |
| Миколаїв              |             |             |             | 10 %        |             | 20 %        |             | 26 %        | 21 %        | 14 %  | 6,8 %  | 4,4 %  | 3,0 %  | 2,1 % | 0,5 % |
| Донецьк               |             |             |             |             |             |             |             | 24 %        | 11 %        | 5 %   | 3,2 %  | 2,7 %  | 2,2 %  | 1,6 % | 0,5 % |
| Запоріжжя             |             |             |             |             |             | 28 %        |             | 25 %        | 20 %        | 8 %   | 3,6 %  | 2,5 %  | 1,8 %  | 1,3 % | 0,4 % |
| Луганськ              |             |             |             |             |             | 7 %         |             |             | 10 %        | 5 %   | 2,8 %  | 2,0 %  | 1,4 %  |       |       |
| Сімферополь           |             |             |             |             |             | 16 %        |             |             | 23 %        | 16 %  | 6,2 %  | 4,5 %  | 3,5 %  | 2,4 % | 0,7 % |

|                     | 1959   | 1970   | 1979   |
| Бершадь             | 57,4 % | 15,8 % | 11,9 % |
| Шаргород            | 38,3 % | 29,4 % | 22,9 % |
| Томашпіль           | 33,4 % | 16,3 % | 6,4 %  |
| Чернівці            | 25,7 % | 18,5 % | 9,5 %  |
| Могилів-Подільський | 21,2 % | 16,9 % | 12,5 % |

## Мова
|            | 1926   | 1939   | 1959   | 1970   | 1979   | 1989   | 2001   |
| ---------- | ------ | ------ | ------ | ------ | ------ | ------ | ------ |
| Їдиш       | 76,1 % | 45,3 % | 16,9 % | 13,1 % | 9,0 %  | 7,1 %  | 3,1 %  |
| Російська  | -      | -      | 79,9 % | 84,2 % | 88,9 % | 90,4 % | 83,0 % |
| Українська | -      | -      | 2,8 %  | 2,3 %  | 2,0 %  | 2,1 %  | 13,4 % |
| Інша       | 23,9 % | 54,7 % | 0,4 %  | 0,4 %  | 0,1 %  | 0,4 %  | 0,5 %  |

За переписом 2001 року, серед євреїв України вказали на вільне володіння мовами:
- російською — 95,3 %
- українською — 77,2 %
- єврейською — 7,6 %

Вільне володіння мовами серед євреїв УРСР за даними перепису 1989 р.:
- російською — 97,9 %
- українською — 48,5 %
- єврейською — 11,1 %

## Відомі євреї, народжені в Україні

### Діячі літератури
- Ісак Бабель — російськомовний письменник.
- Мані Лейб Брагинський — поет.
- Галич Олександр Аркадійович — російськомовний поет, сценарист, драматург, автор і виконавець власних пісень.
- Ігор Губерман — поет
- Володимир (Зеєв) Жаботинський — письменник, лідер сіонізму.
- Ільф Ілля Арнольдович — російськомовний письменник.
- Грицько Кернеренко — поет.
- Станіслав Єжи Лєц — польськомовний поет-афорист.
- Йозеф Рот — письменник.
- Утевська Паола Володимирівна — україномовна дитяча письменниця.
- Мойсей Фішбейн — поет.
- Пауль Целан — німецькомовний поет.
- Шолом-Алейхем — письменник світової літератури.
- Манес Шпербер — письменник.
- Бруно Шульц — письменник та графік.

### Науковці
- Йоффе Абрам — фізик.
- Артур Бернс — економіст, голова Федеральної резервної системи США.
- Михайло Кричевський
- Джейкоб Маршак — економіст.
- Кузнець Саймон — економіст, лауреат Нобелівської премії.
- Хавкін Володимир — лікар, винахідник вакцини.
- Людвіг фон Мізес — австрійський економіст, основоположник неолібералізму, засновник австрійської школи економіки.

### Художники, дизайнери, скульптори
- Михайло Туровський — художник.
- Хаїм Гросс — скульптор.
- Соня Делоне — художниця і дизайнерка

### Актори, артисти естради, діячі кіно
- Жванецький Михайло Михайлович — гуморист
- Абрахам Запрудер — автор аматорського відео — «Фільм Запрудера», в якому знято вбивство Джона Кеннеді.
- Леонід Каневський — російський та ізраїльський актор.
- Кобзон Йосип Давидович — естрадний співак, російський політик
- Еміль Крупник
- Семен Крупник
- Міла Куніс — акторка
- Роман Карцев — гуморист
- Роднянський Олександр Юхимович — кінорежисер, кіно- і телевізійний продюсер, телевізійний менеджер.
- Ян Табачник
- Утьосов Леонід Осипович — талановитий артист естради, співак і кіноактор (попри негативне ставлення ідеологічної номенклатури СРСР до джазу став видатним представником джазу в СРСР, вимушений був через російський антисемітизм узяти російське прізвище).
- Черкаський Давид — кінорежисер

### Юристи
- Луї Зон — юрист.
- Герш Лаутерпахт — юрист.

### Музиканти
- Алібі (гурт) — сестри Завальські
- Горовиць Володимир Самійлович — піаніст
- Володимир Шаїнський
- Шамо Ігор Наумович — композитор

### Діячі спорту
- Деві Аркадьєв — тренер з боксу, письменник, журналіст
- Аркадій Бакман — український радянський боксер і тренер з боксу, заслужений тренер УРСР
- Бронштейн Давид Іонович — радянський шахіст, шаховий літератор
- Суркіс Григорій Михайлович— футбольний функціонер, підприємець і політик.
- Суркіс Ігор Михайлович— бізнесмен. Власник футбольного клубу «Динамо» (Київ).
- Соломон Трестін — боксер, тренер з боксу

### Релігійні діячі
- Баал Шем Тов — засновник хасидського руху.
- Натан Ганновер — кабаліст, хахам, талмудист та рабин.
- Менахем Мендл Шнеєрсон -Сьомий любавицький ребе
- Міхл Дорфман — рабин, був лідером хасидів СРСР, головою єшиви Єрусалиму, головою «Всесвітньої ради брацлавських хасидів».
- Гельман Пінхас — став рабином в Україні.
- Нахман із Брацлава — став рабином в Україні.
- Соломон Ієгуда Лейб Рапопорт — рабин, видатний вчений, учасник руху Гаскала (нім. Wissenschaft des Judentums).
- Шломо Клугер — знавець Тори у XIX столітті, став рабином в Україні.
- Цірельсон Лейб Мойсейович — галахічний авторитет XX століття.

### Військовики
- Артем Абрамович
- Ян Гамарник — голова Політичного управління Червоної армії.
- Соломон Ляйнберг — військовий діяч, поручник УГА.
- Лев Мехліс — голова Політичного управління Червоної армії.
- Володимир Чорний — військовий діяч (Галицької армії).
- Ріхард «Рико» Ярий — діяч ОУН (єврейське походження не доведене)
- Лев Ребет — діяч ОУН (єврейське походження не доведене)

### Політики та бізнес-персони
- Ісак Баренбойм — інженер-будівельник.
- Володимир Зеленський — 6-й Президент України
- Дмитро Богров — терорист, який вбив російського прем'єра Столипіна.
- Винниченко Розалія Яківна — дружина голови Директорії УНР Володимира Винниченко.
- Соломон Гольдельман
- Володимир Гройсман — прем'єр-міністр України
- Гурвіц Едуард Йосипович — український політик
- Зінов'єв Григорій Овсійович — радянський партійний діяч.
- Юхим Звягільський — виконував обов'язки прем'єр-міністра України.
- Каганович Лазар Мойсейович — радянський партійний і державний діяч. Злочинець, один з організаторів геноциду українців 1932—1933 років
- Геннадій Кернес — мер міста Харкова.
- Ігор Коломойський — підприємець, колишній власник «Приватбанку» та «Укрнафти».
- Роберт Максвелл — медіамагнат.
- Пінчук Віктор Михайлович — український підприємець, політик, мільярдер та меценат, зять другого президента України Леоніда Кучми.
- Вадим Рабинович
- Троцький Лев Давидович — радянський партійний і державний діяч. Один із організаторів військової агресії Росії проти УНР у 1918—1919 роках.
- Самуїл Шварцбурд

### Політики Ізраїлю
- Іцхак Бен-Цві — президент Ізраїлю (1952—1963).
- Йоель Едельштейн — ізраїльський політик, спікер Кнесету з 2013. Член партії «Лікуд».
- Леві Ешколь — прем'єр-міністр Ізраїлю (1963—1969).
- Ефраїм Кацир — президент Ізраїлю (1973—1978).
- Голда Меїр — одна з засновників держави Ізраїль.
- Моше Шарет — прем'єр-міністр Ізраїлю (1954—1955).
- Натан Щаранський — державний та політичний діяч Ізраїлю.